# 가죽불가사리
가죽불가사리(영어: leather star)는 북미 서해안 수심 100 미터 이내에서 발견되는 불가사리 종이다. 1857년 아돌프 에두아르트 그루베가 기재했다.